# Saint-Lubin-en-Vergonnois
Saint-Lubin-en-Vergonnois – miejscowość i gmina we Francji, w Regionie Centralnym, w departamencie Loir-et-Cher.
Według danych na rok 1990 gminę zamieszkiwały 804 osoby, a gęstość zaludnienia wynosiła 47 osób/km² (wśród 1842 gmin Regionu Centralnego Saint-Lubin-en-Vergonnois plasuje się na 488. miejscu pod względem liczby ludności, natomiast pod względem powierzchni na miejscu 787.).